# Jōdo-ji (Ono)
Jōdo-ji (浄土寺?) es un templo budista del Budismo Shingon, ubicado en la ciudad de Ono, prefectura de Hyōgo, Japón. Fue establecido por Chōgen entre 1190 y 1198.

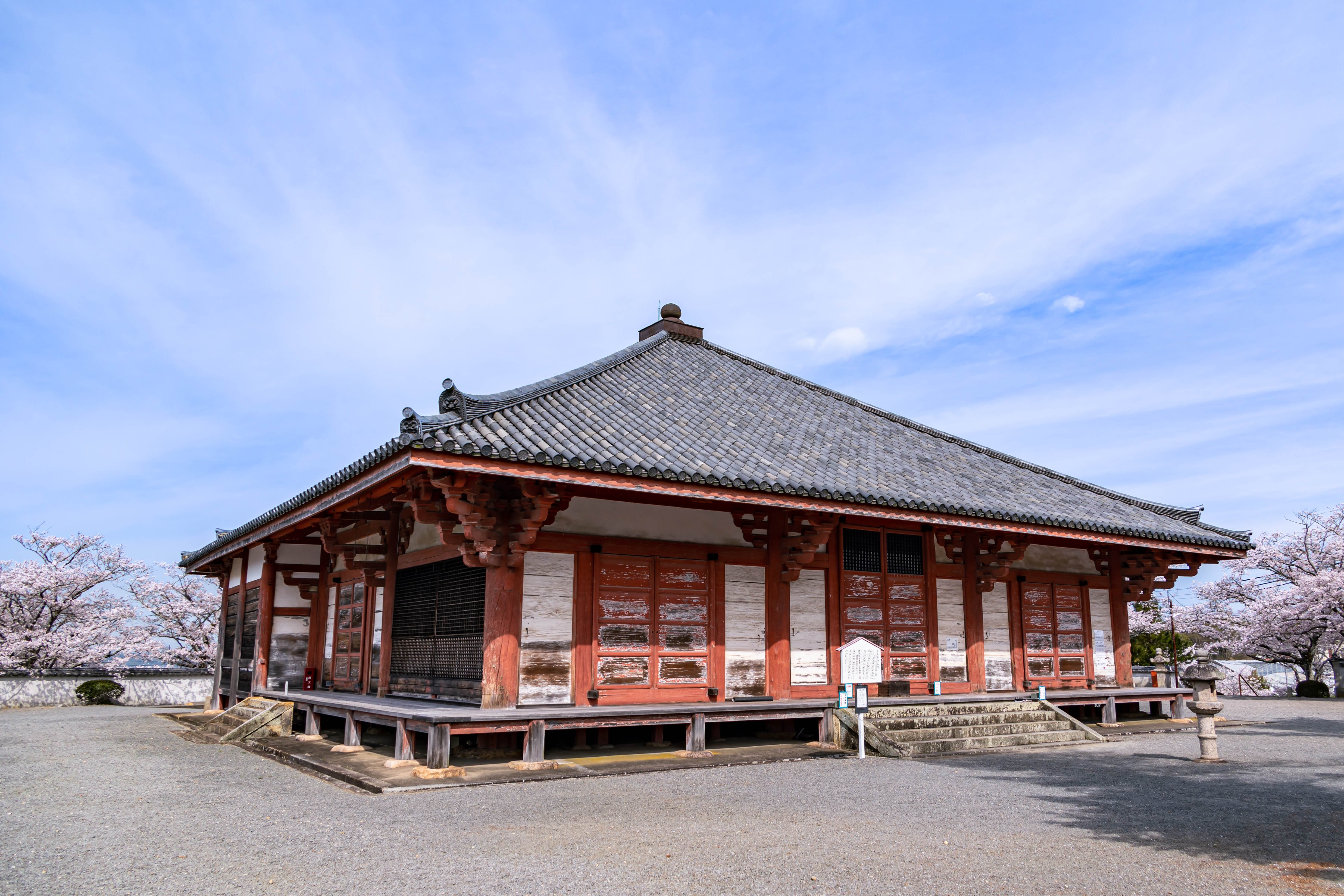
Jōdodō (Tesoro Nacional de Japón).

Dentro del complejo existen dos Tesoros Nacionales de Japón: el Jōdodō, que es una estructura completada en 1194 y construida en el estilo daibutsuyō que combina el estilo chino y japonés; y la Tríada de Amithaba, una estatua hecha por el busshi Kakei entre 1195 y 1197.
También existen otras obras consideradas Propiedades Culturales Importantes:
- Yakushidō (salón principal), reconstruido en 1517
- Hachiman-jinja honden (salón)
- Hachiman-jinja haiden (salón)
- Estatua de Amitabha, hecha por Kakei en 1201 y depositado en el Museo Nacional de Nara
- Estatua de Chōgen, hecha en 1234
- Máscaras sagradas budistas, 25 piezas hechas por discípulos de Kakei
- Tambor de mano artesanal hecho de cobre, hecho en 1194
- Gorintō hecho de cobre, hecho en 1194
- Tabla
- Pintura de Nirvana
- Pintura de los ocho santos Shingon

## Galería

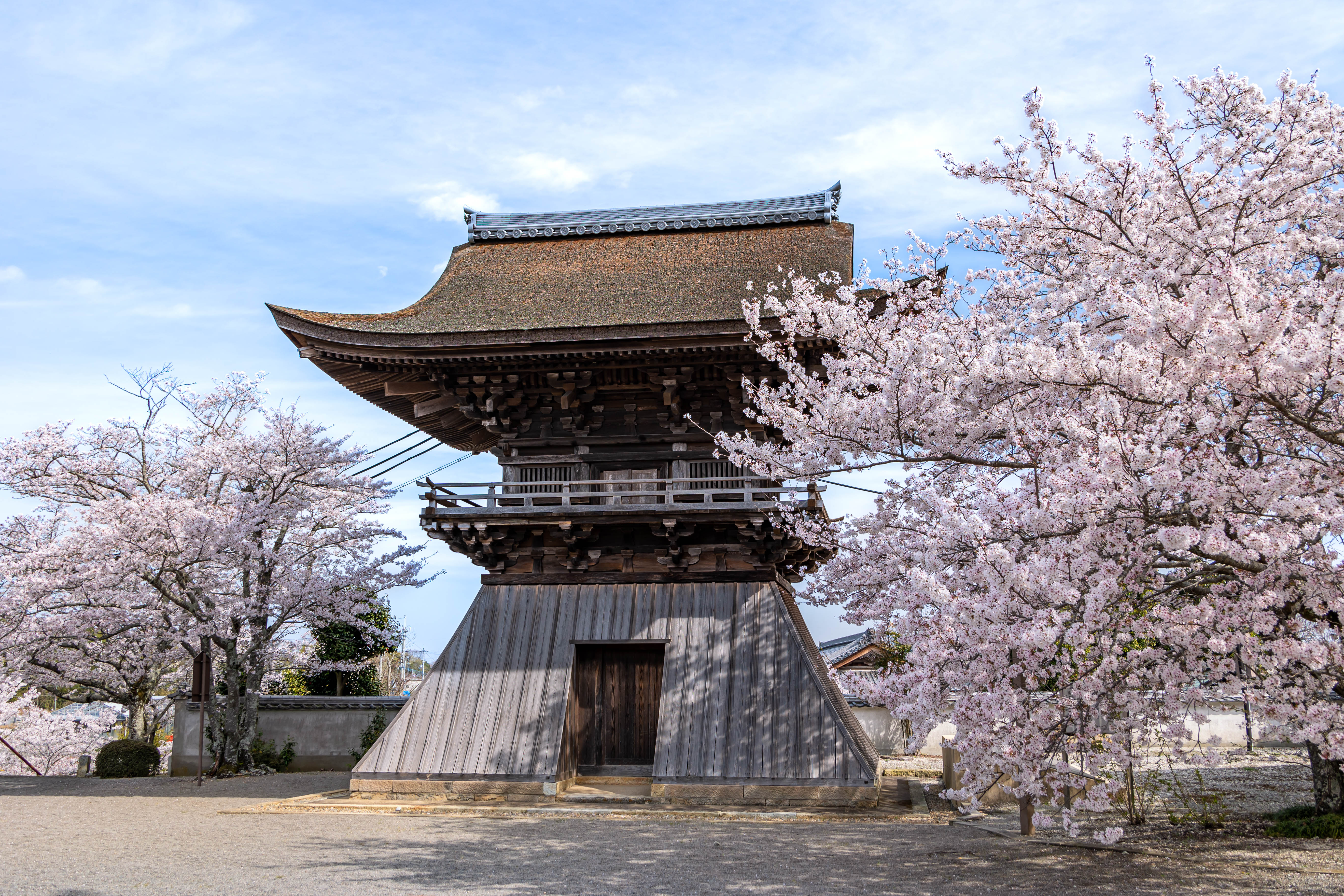
Campanario
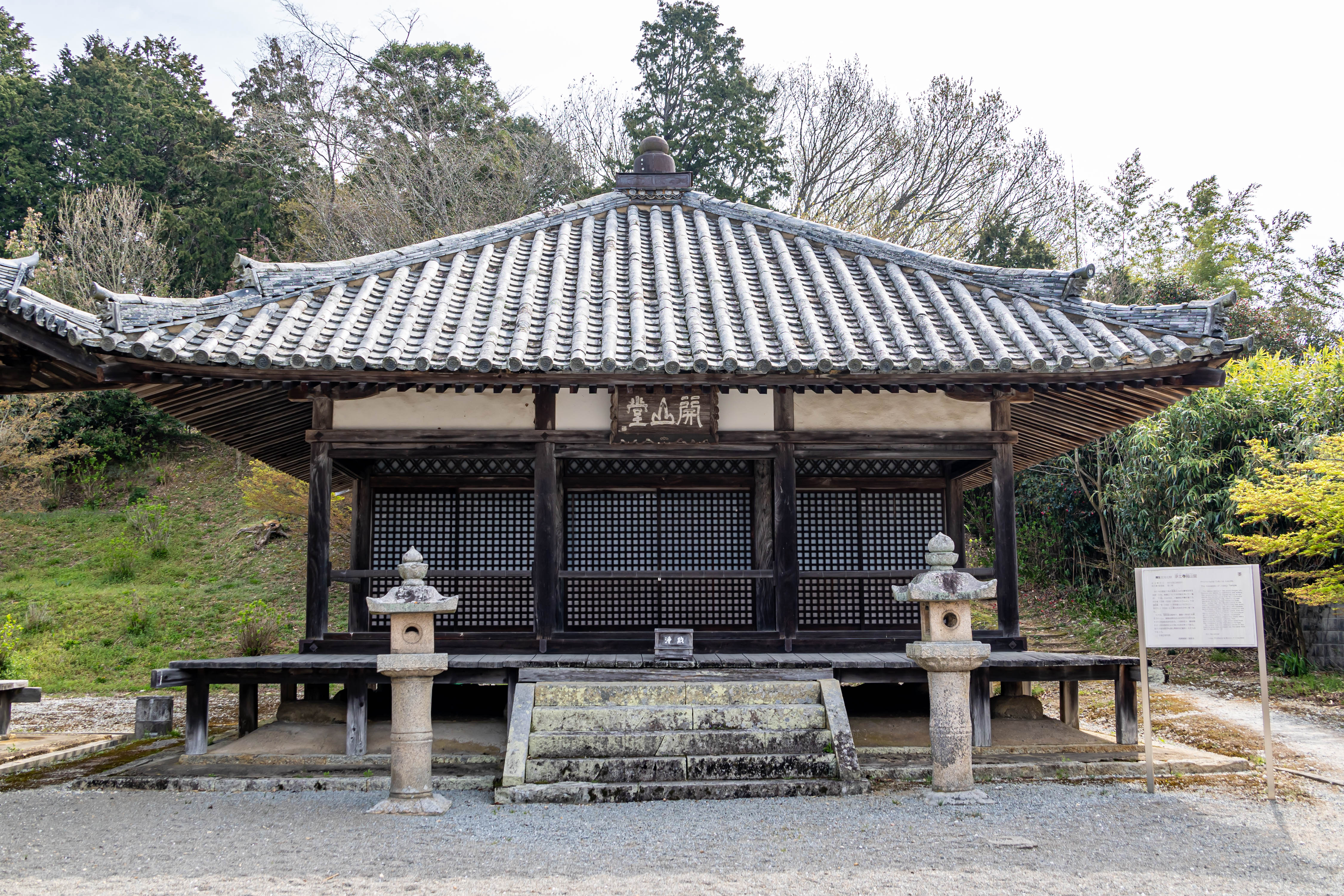
Kaizandō
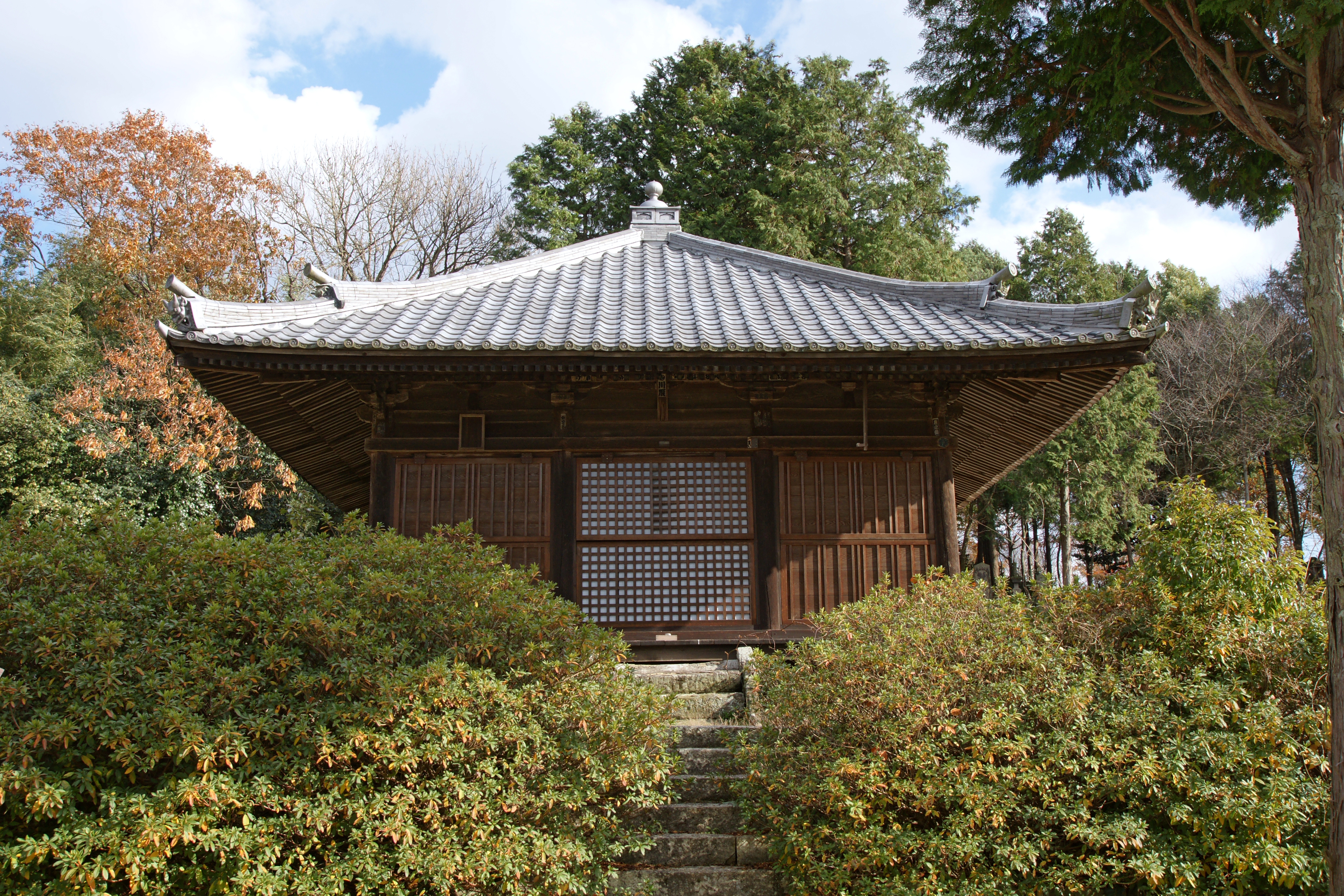
Fudodō
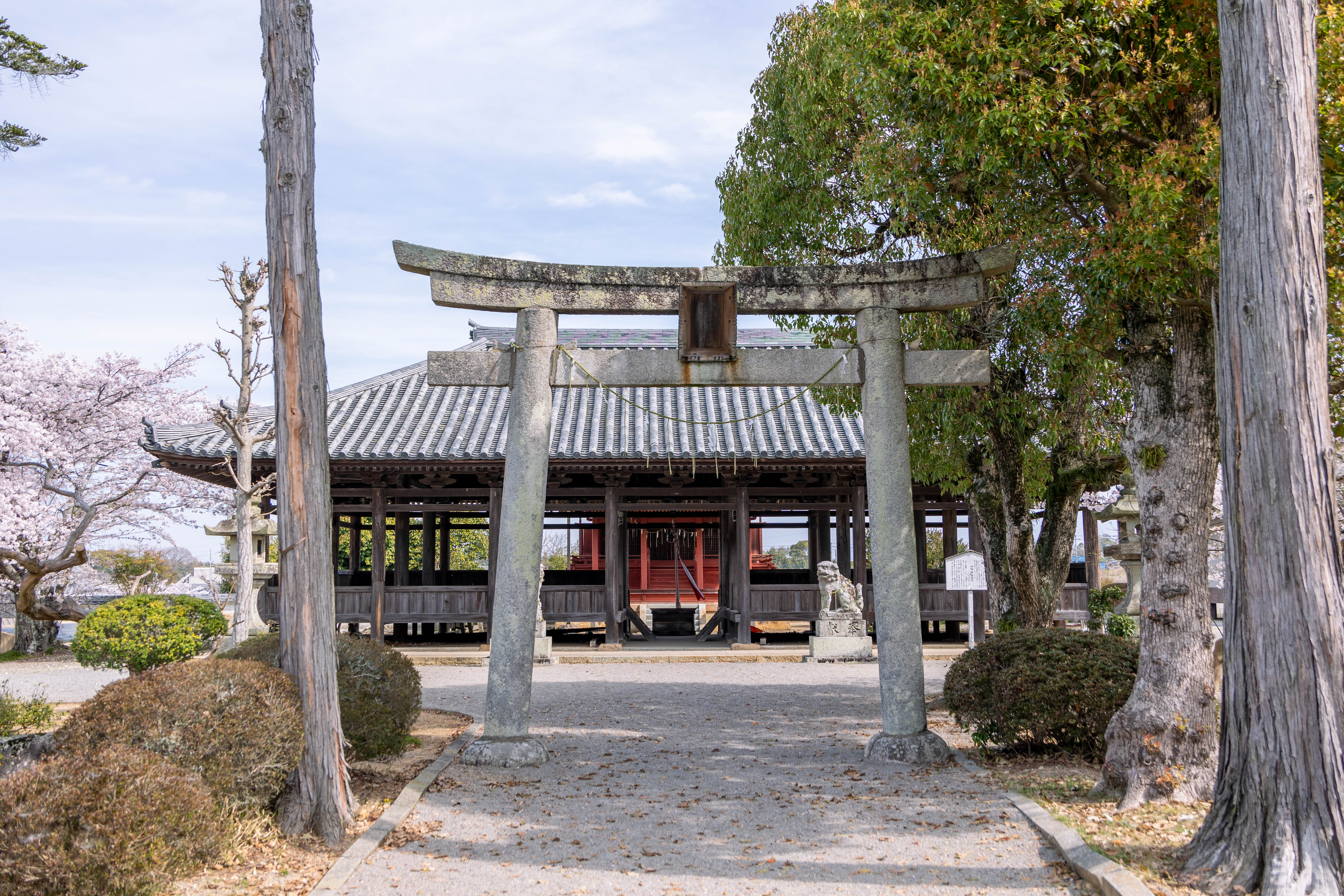
Hachiman-jinja honden y haiden